# Newzealandsk troldand
Newzealandsk troldand (latin: Aythya novaeseelandiae) er en dykand, der lever på New Zealand.